# نهائي كأس إسكتلندا 2004
نهائي كأس اسكتلندا 2004 هي المباراة النهائية من منافسة كأس المملكة المتحدة 2003–04، أقيمت المباراة في 22 مايو 2004م، في هامبدن بارك، بين فريقي دونفرملين أثلتيك، ونادي سلتيك، وفاز فيها نادي سلتيك، بعد أن هزم دونفرملين أثلتيك، بنتيجة 1 - 3، وكان حكم المباراة Stuart Dougal ‏، وحضر المباراة 50846 شخصاً.

## تفاصيل المباراة
لعبت المباراة النهائية في 22 مايو 2004م.
| دونفرملين أثلتيك | 1 -3 | نادي سلتيك |
| ---------------- | ---- | ---------- |
|                  |      |            |